# Hemocel
L'hemocel (que en grec: significa cavitat amb sang) en els artròpodes i els mol·luscs és la principal cavitat corporal. Són una cavitat o sèries d'espais entre els òrgans de la majoria dels artròpodes i mol·luscs per on hi circula la sang. Forma part d'un sistema circulatori obert. Els artròpodes i els mol·luscs presenten també un autèntic celoma, però reduït.
La composició de la sang dins l'hemocel pot variar en poc més que aigua contenint petites quantitats de nutrients dissolts fins a un teixit molt complex que conté molts nutrients.
En els artròpodes l'esquelet està format en part per la cutícula i per un esquelet hidroestàtic format per l'hemocel.
En els mol·luscs l'hemocel ha substituït en gran part al celoma el qual s'ha reduït a una petita zona al voltant del cor i de les cavitats dels òrgans de reproducció i excreció.